# Diário Popular (Curitiba)

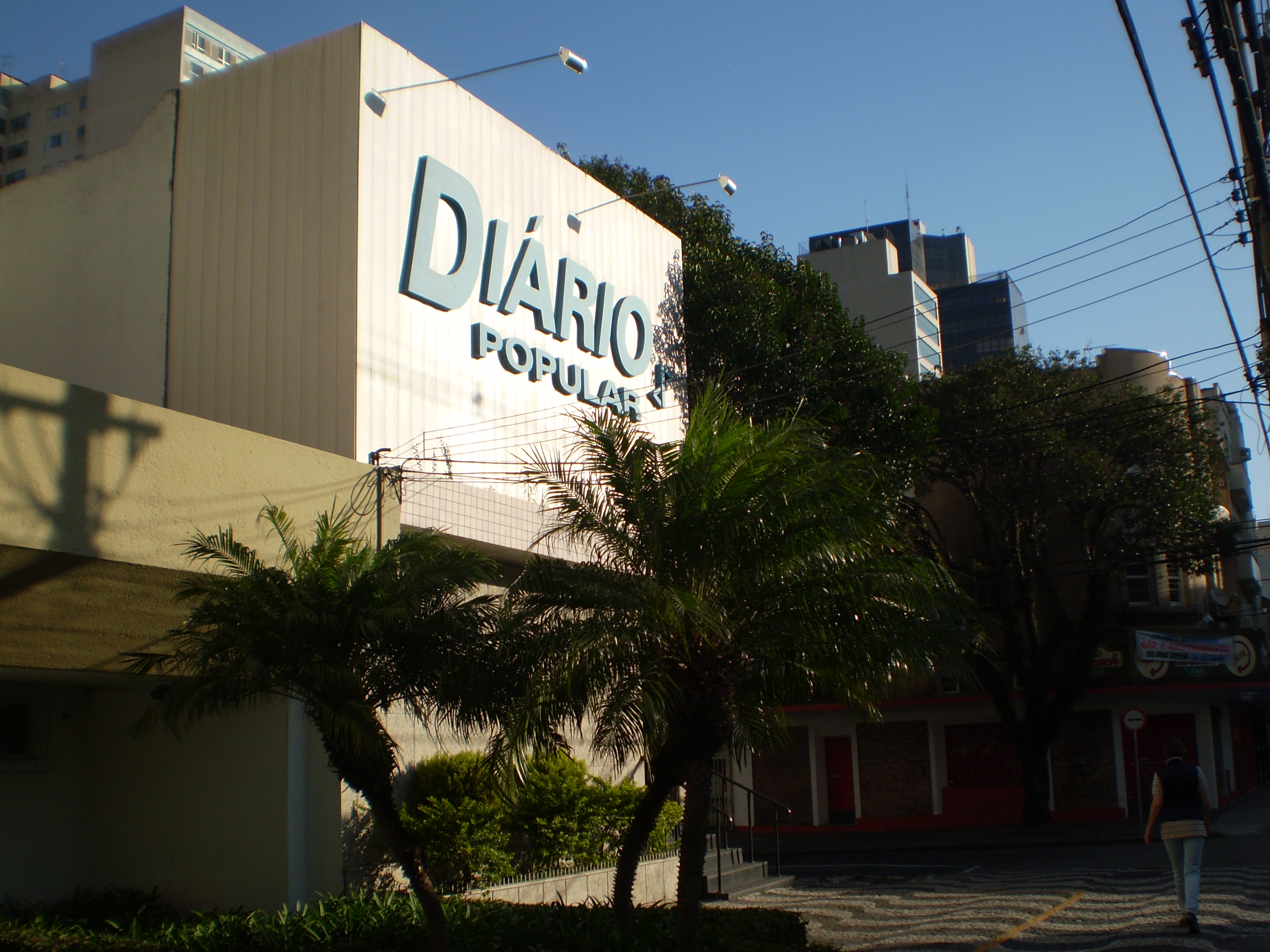
Antiga Sede do Diário Popular em Curitiba - Rua XV de Novembro

O Diário Popular (DP) foi um jornal de circulação diária sediado em Curitiba, capital do estado do Paraná e de propriedade da Editora Diário Popular Ltda. Sua sede ficava localizada na rua XV de Novembro.

## História
O Diário Popular foi fundado em 4 de março de 1963 pelos jornalistas Abdo Aref Kudri e Jorge Kudri e era um veículo de caráter popular, com linha editorial focada no noticiário esportivo e policial.
O DP estava orientado para o público da região metropolitana de Curitiba, sendo distribuídos para o interior dos estados do Paraná e Santa Catarina e nas principais cidades brasileiras através de representantes. Sua redação era profissionalizada e abrangia todos os temas de um jornal tradicional, focando desde o cotidiano de Curitiba e região, bem como os principais assuntos nacionais e internacionais.
O DP possuía duas edições especiais, editadas anualmente, que viraram tradição no Paraná. Estas edições eram:
- “Melhores do Ano”: homenagem as lideranças que se destacavam de maneira positiva, em suas atividades, em prol do estado do Paraná;
- “Chuteira de Ouro”: homenagem aos melhores atletas do futebol paranaense.

### O Fim
Sua tiragem, nos últimos meses de circulação, era de 12.000 exemplares durante o meio da semana e 15.000 exemplares durante o final de semana. Sua última edição foi às ruas no dia 26 de agosto de 2010 com a manchete (de capa): "Exploração do trabalho infantil atinge 2 milhões de crianças". Após 47 anos de circulação, a família Kudri dispensou os funcionários e desligou, definitivamente, as máquinas.
O desaparecimento do periódico ocorreu devido às dívidas que inviabilizavam a rentabilidade da empresa, agravadas depois do desaparecimento de seu fundador, em agosto de 2009. Houve uma última tentativa de venda do jornal para o grupo J. Malucelli, porém fracassou.